# Pine Plains (Nowy Jork)
Pine Plains – miasto w Stanach Zjednoczonych, w stanie Nowy Jork, w hrabstwie Dutchess.